# Стасінув (Люблінське воєводство)
Стасінув (пол. Stasinów) — село в Польщі, у гміні Радинь-Підляський Радинського повіту Люблінського воєводства. Населення — 198 осіб (2011).

## Історія
У часи входження до складу Російської імперії належало до Радинського повіту Сідлецької губернії.
За даними етнографічної експедиції 1869—1870 років під керівництвом Павла Чубинського, у селі переважно проживали греко-католики, але усе населення розмовляло польською мовою.
У 1975—1998 роках село належало до Білопідляського воєводства.

## Демографія
Демографічна структура станом на 31 березня 2011 року:
|          | Загалом | Допрацездатний вік | Працездатний вік | Постпрацездатний вік |
| -------- | ------- | ------------------ | ---------------- | -------------------- |
| Чоловіки | 105     | 27                 | 70               | 8                    |
| Жінки    | 93      | 21                 | 50               | 22                   |
| Разом    | 198     | 48                 | 120              | 30                   |